# 産経国際書展
産経国際書展（さんけいこくさいしょてん）は、産経新聞社と産経国際書会が主催する書の公募展である。日展、毎日書道展、読売書法展と並ぶ「四大書道展」の一つで、書芸術の国際交流と創作活動を目的としており、米国や中国、韓国、シンガポール、フランスなどから多くの作品が寄せられ、交流に大きな役割を果たした書家には高円宮妃久子から直接「高円宮賞」が授与される。

## 概要
1984年（昭和59年）に第1回が開催。最も自由で創造性豊かな書道展として認知されている。公募は毎年5月初旬に締め切られ、「漢字」「かな」「現代書」「臨書」「篆刻・刻字」の各部門で9000点近い応募がある。審査は6月、漢字部門では少字数・多字数・篆刻、現代書部門では少字数書・近代詩文書・墨象・刻書・刻字などときめ細かく分類され、行われる。贈賞式は7月～9月、高円宮妃久子を迎えて行われ（各賞は後述）、その後、東京都美術館などで展示される。
また、全国巡回展として「東北展」「瀬戸内展」「中部展」「関西展」も開催される。1989年（平成元年）からは併せて「産経ジュニア書道コンクール」も開催。約1万点の作品が集まる。
2007年の第24回産経国際書展では、俳優の片岡鶴太郎が一般公募現代書部門に作品名「骨」を出品、絵画にもみえる作風で産経新聞社賞を受賞。2020年（令和2年）の第37回産経国際書展（7月27日～8月2日）ではタレントの中山秀征や松村雄基、岡部まり、女優の藤田三保子も作品も展示するほか、前年に引き続き「書で結ぶ世界と日本」展として特別色紙展を併催。アルメニア、タンザニア、ブルキナファソ、ルーマニア、ラトビアの5ヶ国の駐日大使が「平和」「希望」を自国語で書作を展示する。

## 沿革
従来の書壇の在り方に飽き足らず「『本物の書』とは」「『書芸術』とは」を模索する書家たちが集まり1984年（昭和59年）9月28日に「産経国際書会（英: SANKEI International SHO Association）」を発足した。創設メンバーは、現代書の大家小川瓦木と國井誠海、伝統書の十鳥霊石、林錦洞、山田松鶴ら。
そして第1回産経国際書展を同年4月13日から新宿区の朝日生命ギャラリーで開催（5月1日まで）。新宿副都心は「新しい書」を求める人々の熱気であふれた。
産経国際書会は基本理念として「3C」（Clean＝清潔、Clear＝明朗、Creative＝創造。のちにCharacter＝品格を加え「4C」に））を掲げており、公開審査を行うなど画期的な試みで、実力本位の書家の発表の場として発展した。
また、国際交流にも注力。1990年（平成2年）のインドネシアを皮切りに、チェコや米国、中国、韓国、中華民国（台湾）などで海外交流展を開催。1993年から5年間、全米巡回展も行っている。国際交流への貢献を評価する「高円宮賞」が第22回展から設けられた。

## 各賞
高円宮賞、内閣総理大臣賞、中国大使館賞、韓国文化院長賞、伊達政宗賞、産経国際書会会長賞、産経国際書会理事長賞、国際大賞、文部科学大臣賞、外務大臣賞、産経大賞、産経準大賞、無鑑査会員特別奨励賞、太田道灌やまぶき賞、太宰府天満宮賞、無鑑査会員奨励賞、会友賞、会友奨励賞、東京都知事賞、産経新聞社賞、フジテレビジョン賞、ニッポン放送賞、国際賞、U-23賞

## 主な産経国際書展出身の書道家
- 國井誠海 - 第18回（2001年）内閣総理大臣賞
- 佐野丹丘（産経国際書会名誉顧問） - 第21回（2004年）内閣総理大臣賞
- 須藤元気（総合格闘家） - 第26回（2009年）入選

## 歴代受賞者
- 第1回（1984年〈昭和59年〉） -
- 第2回（1985年） -
- 第3回（1986年） -
- 第4回（1987年） -
- 第5回（1988年） -
- 第6回（1989年〈平成元年〉） -
- 第7回（1990年） -
- 第8回（1991年） -
- 第9回（1992年） -
- 第10回（1993年） -
- 第11回（1994年） - 産経国際書会会長賞＝青陽如雲、菊池仙水（ともに漢字）、西川万里（現代書）▽文部大臣奨励賞＝山下翠香（漢字）▽産経大賞＝浅田澄華（臨書）▽東京都知事賞＝鈴木真眼（現代書）
- 第12回（1995年） - 産経国際書会会長賞＝青野水明（漢字）、増田愛子（かな）、奥村桃曄（現代書）▽文部大臣奨励賞＝三羽英一（現代書）▽産経大賞＝松本清香（かな）▽東京都知事賞＝石川杏華（漢字）
- 第13回（1996年） - 産経国際書会会長賞＝木村大澤（漢字）、森田苓雪（現代書）▽国際大賞＝真々田壽扇（漢字）▽文部大臣奨励賞＝諸留大穹（現代書）▽産経大賞＝小泉玲洸（漢字）▽東京都知事賞＝若林松容（漢字）▽国際賞＝松永満智子（現代書）
- 第14回（1997年） - 産経国際書会会長賞＝里芳倫（漢字）、小嶋慶子（現代書）▽国際大賞＝伊藤敏道（現代書）▽文部大臣奨励賞＝服部翠鳳（漢字）▽産経大賞＝楊井ミドリ（現代書）▽東京都知事賞＝工藤淡香（現代書）▽国際賞＝胡永華（漢字）
- 第15回（1998年） - 産経国際書会会長賞＝古谷紫水（漢字）、篠原秀朋（かな）、齋藤一滴（現代書）▽国際大賞＝鈴木祐洞（漢字）▽文部大臣奨励賞＝武内墨芳（現代書）▽産経大賞＝篠原寒鵬（かな）▽東京都知事賞＝佐野雪洲（漢字）▽国際賞＝ラモス逸子（現代書）
- 第16回（1999年） - 産経国際書会会長賞＝戸叶幽翠（漢字）、見学素影（かな）、松本美娜（現代書）▽国際大賞＝村田白葉（漢字）▽文部大臣奨励賞＝工藤歳華（現代書）▽産経大賞＝藤原育代（かな）▽東京都知事賞＝加藤清歌（漢字）▽国際賞＝ラモス逸子（現代書、2年連続）
- 第17回（2000年、「内閣総理大臣賞」を制定） - 内閣総理大臣賞＝小川瓦木（現代書）▽産経国際書会会長賞＝小林紫雲（漢字）、村田白葉（かな）、諸留大穹（現代書）▽国際大賞＝小野沢美香（現代書）▽文部大臣奨励賞＝知久聖風（現代書）▽産経大賞＝木村青華（かな）▽東京都知事賞＝武内錦節（漢字）▽国際賞＝洪尭政（漢字）
- 第18回（2001年） - 内閣総理大臣賞＝国井誠海（現代書）▽産経国際書会会長賞＝服部翠鳳（漢字）、村田白葉（かな）、諸留大穹（現代書）▽国際大賞＝町田螢雪（漢字）▽文部科学大臣奨励賞＝渡辺祥華（漢字）▽産経大賞＝中根花亭（臨書）▽東京都知事賞＝田中秀幸（現代書）▽国際賞＝大田昌子（現代書）
- 第19回（2002年） - 内閣総理大臣賞＝山田松鶴（漢字）▽産経国際書会会長賞＝黒田浩芳（漢字）、見崎白舟（かな）、沖浦淳（現代書）▽国際大賞＝市川汀鶴（現代書）▽文部科学大臣奨励賞＝田林恵子（現代書）▽産経大賞＝永田昌子（現代書）▽国際賞＝西原ジュリー（現代書）
- 第20回（2003年） - 内閣総理大臣賞＝林錦洞（漢字）▽産経国際書会会長賞＝小泉玲洸（漢字）、服部翠鳳（かな）、小林千津（現代書）▽国際大賞＝佐藤煒水
- 第21回（2004年） - 内閣総理大臣賞＝佐野丹丘（現代書）▽産経国際書会会長賞＝山壁秀竹（漢字）、望月桂紅（かな）、藤平隆仙（現代書）▽国際大賞＝荘司欣水（現代書）
- 第22回（2005年） - 高円宮賞＝佐々木月花（現代書）▽内閣総理大臣賞＝三宅剣龍（漢字）▽産経国際書会会長賞＝石川杏華（漢字）、武富明子（かな）、町山一祥（現代書）▽国際大賞＝松戸清玲（現代書）▽文部科学大臣奨励賞＝福田城風（漢字）▽産経大賞＝永田昌子（かな）▽東京都知事賞＝吉川妙子（現代書）▽国際賞＝片岡静柳（漢字）
- 第23回（2006年） - 高円宮賞＝米国書道研究会（会長・生田観周）▽内閣総理大臣賞＝田中鳳柳（漢字）▽産経国際書会会長賞＝刑部翆風（漢字）、小宮求茜（かな）、山田秀園（現代書）▽国際大賞＝芳賀祥緑（漢字）
- 第24回（2007年） - ▽高円宮賞＝本多道子（現代書）▽内閣総理大臣賞＝村越龍川（漢字）▽産経国際書会会長賞＝松岡静仙（漢字）、玉田子翠（かな）、中野和博（現代書）▽産経新聞賞＝片岡鶴太郎（現代書）
- 第25回（2008年） - 高円宮賞＝田中蘆雪（漢字）▽内閣総理大臣賞＝齋藤香坡（漢字）▽中国大使館賞＝昆逸山氏（漢字）▽韓国文化院長賞＝松長峰石（漢字）▽産経国際書会会長賞＝佐藤豊泉（漢字）、寺田芳泉（かな）、建部恭子（現代書）▽国際大賞＝望月真玉（漢字）▽文部科学大臣賞＝菊山武士（現代書）▽外務大臣賞＝熊切渓石（漢字）▽産経大賞＝小久保里子（現代書）▽東京都知事賞＝友野美豊（漢字）▽国際賞＝酒井真澄（現代書）
- 第26回（2009年） -
- 第27回（2010年） -
- 第28回（2011年） -
- 第29回（2012年） -
- 第30回記念（2013年） - 高円宮賞＝山下海堂（漢字）▽内閣総理大臣賞＝島村谿堂（漢字）▽中国大使館文化部賞＝太田愛石（漢字）▽韓国文化院長賞＝白崎菖汀（かな）▽伊達政宗賞＝奥村桃曄（現代書）▽産経国際書会会長賞＝田中龍渕（漢字）、池田翆漣（かな）、鈴木成翠（現代書）▽国際大賞＝竹増陽子（現代書）▽文部科学大臣賞＝武藤華風（漢字）▽外務大臣賞＝柴村志風（漢字）▽産経大賞＝松田真香（かな）▽太宰府天満宮賞＝田中春畝（漢字）[6]
- 第31回（2014年） - 高円宮賞＝岩田正直（漢字）▽内閣総理大臣賞＝今口鷺外（漢字）▽中国大使館文化部賞＝佐藤青苑（漢字）▽韓国文化院長賞＝三上錦水（漢字）▽伊達政宗賞＝大橋玉樹（現代書）▽産経国際書会会長賞＝田代翠龍（漢字）、林弘子（かな）、降幡加津（現代書）▽国際大賞＝小名玉花（漢字）▽文部科学大臣賞＝京野和子（現代書）▽外務大臣賞＝信藤緑華（漢字）▽産経大賞＝櫻井孝子（現代書）▽太宰府天満宮賞＝唐崎静彩（漢字）[7]
- 第32回（2015年） - 高円宮賞＝伊藤欣石（現代書）▽内閣総理大臣賞＝加藤深流（現代書）▽中国大使館文化部賞＝森井翠鳳（漢字）▽韓国文化院長賞＝佐藤静香（現代書）▽伊達政宗賞＝芳賀祥緑（漢字）▽産経国際書会会長賞＝石黒鴻羽（漢字）、石川由美（かな）、小嶋カズ子（現代書）▽産経国際書会理事長賞＝村越弘鷹（漢字）▽国際大賞＝中川なほみ（現代書）▽文部科学大臣賞＝吉本雪華（漢字）▽外務大臣賞＝平野恵亮（現代書）▽産経大賞＝鈴木蒼（かな）▽太宰府天満宮賞＝釜木玲石（漢字）[8]
- 第33回（2016年） - 高円宮賞＝多田游硯（かな）▽内閣総理大臣賞＝原田圭泉（現代書）▽中国大使館文化部賞＝上野鶴陽（漢字）▽韓国文化院長賞＝岩下鳳堂（漢字）▽伊達政宗賞＝黄木孝一（現代書）▽産経国際書会会長賞＝加藤松亭（漢字）、鈴木蒼（かな）、山本てるみ（現代書）▽産経国際書会理事長賞＝小杉秀花（現代書）▽国際大賞＝堀川梨華（漢字）▽文部科学大臣賞＝加畑理亜（現代書）▽外務大臣賞＝法月秀峰（かな）▽産経大賞＝関口香雪（漢字）▽太宰府天満宮賞＝別府桂苑（漢字）[9]
- 第34回（2017年） - 高円宮賞＝風岡五城（漢字）▽内閣総理大臣賞＝青陽如雲（漢字）▽中国大使館文化部賞＝寺尾桂翠（漢字）▽韓国文化院長賞＝望月暁云（漢字）▽伊達政宗賞＝建部恭子（現代書）▽産経国際書会会長賞＝飯田恵美子（漢字）、清水小舟（かな）、渡辺敦子（現代書）▽産経国際書会理事長賞＝津久井桂葉（漢字）▽国際大賞＝横溝景陽（現代書）▽文部科学大臣賞＝村松道愉（漢字）▽外務大臣賞＝高橋雄喜（現代書）▽産経大賞＝山本美峰（かな）太宰府天満宮賞＝藤井玉暎（漢字）[10]
- 第35回記念（2018年） - 高円宮賞＝坂本香心（漢字）▽内閣総理大臣賞＝岩間清泉（現代書）▽中国大使館文化部賞＝石井長慶（篆刻刻字）▽韓国文化院長賞＝岡美知子（現代書）▽第35回記念特別賞＝小林静洲（現代書）▽日中平和友好条約締結４０周年記念賞＝岩浅写心（現代書）▽第35回記念賞＝法月秀峰（かな）▽産経国際書会会長賞＝大久恵華（現代書）、河内紅漣（漢字）、山本美峰（かな）▽産経国際書会理事長賞＝諏訪春蘭（現代書）▽国際大賞＝銅山桂銅（漢字）▽伊達政宗賞＝五戸光岳（現代書）▽第35回記念賞＝鎌田嘉壽（漢字）▽文部科学大臣賞＝野﨑子慶（かな）▽外務大臣賞＝渡辺吾風（漢字）▽産経大賞＝竹内花子（現代書）▽太宰府天満宮賞＝高垣琴紅（漢字）[11]
- 第36回（2019年〈令和元年〉） - 高円宮賞＝渡邉麗（現代書）▽内閣総理大臣賞＝田村政晴（現代書）▽中国大使館文化部賞＝伊東玲翠（漢字）▽韓国文化院長賞＝赤堀翠柳（漢字）▽産経国際書会会長賞＝鈴木暁昇（漢字）、大田美州（かな）、倉賀野静子（現代書）▽産経国際書会理事長賞＝和田玲砂（漢字）▽国際大賞＝平野恵亮（現代書）▽伊達政宗賞＝鈴木葉光（漢字）▽文部科学大臣賞＝川野美鳳（現代書）▽外務大臣賞＝書川野美（現代書）▽産経大賞＝増田孝志（かな）▽太宰府天満宮賞＝向井恵風（漢字）[11]
- 第37回（2020年） - 高円宮賞、内閣総理大臣賞、中国大使館文化部賞、韓国文化院長賞＝選考せず[12]▽伊達政宗賞＝渡辺龍泉（現代書）▽産経国際書会会長賞＝伊藤秀泉（漢字）、鷲華陽（かな）、星野秀水（現代書）▽産経国際書会理事長賞＝木村翠川（現代書）、三宅華子（篆刻刻字）▽国際大賞＝大竹翠葉（漢字）▽文部科学大臣賞＝現代書部門渡邊洋子(神奈川県)▽外務大臣賞＝須田紀泉（かな）▽産経大賞＝東海林白扇（漢字）▽太宰府天満宮賞＝郷司翠楓（漢字）[3]

## 後援
- フジサンケイグループ各社（フジテレビジョン、ニッポン放送、サンケイスポーツ、夕刊フジ、扶桑社、フジサンケイ ビジネスアイなど）
- 外務省
- 文化庁
- 東京都
- 中華人民共和国駐日本国大使館
- 駐日本国大韓民国大使館